# Római kori kikötőerőd (Dunakeszi)

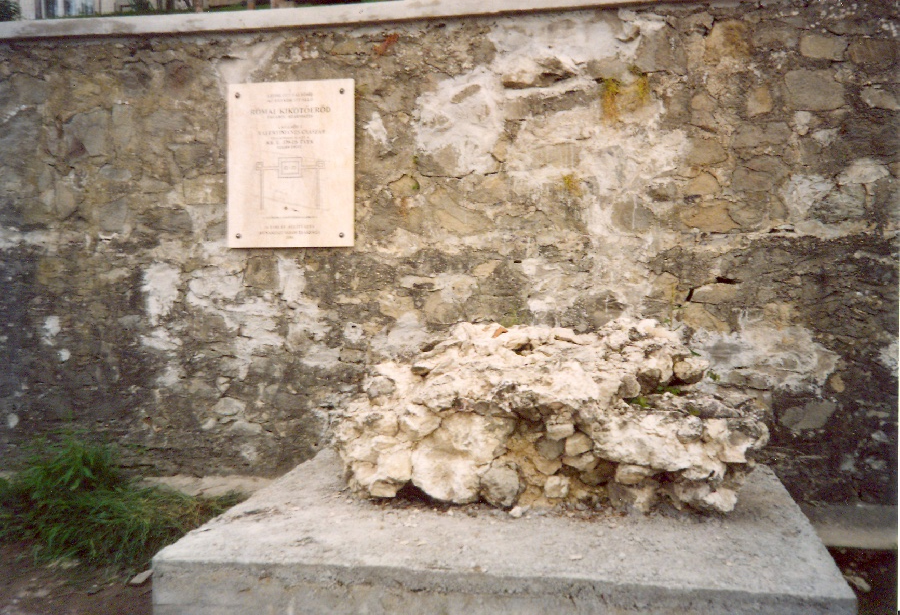
A dunakeszi késő római kori kikötőerőd maradványa és emléktáblája a Duna-parton (2006) (Révész István Helytörténeti Gyűjtemény, RIHGY F XXI/59.)

Római kori kikötőerőd állt Dunakeszin, a Duna sor 28–29–30. sz. lakóházainak telkén a 4. században. 
A Duna sor 28. sz. alatt magánmúzeum mutatja be az egykori erőd maradványait, illetve az itteni leletanyagot. A látogatáshoz előzetes bejelentkezés szükséges.

## Világpolitikai helyzet
A Római Birodalom hadserege a Kr. u. 1. században több hullámban hódította meg a Dunántúlt és a Duna jobb partját. Az új tartomány neve Pannonia lett. A Dunakanyar csak a Nyugat-római Birodalom végnapjaiban, a Kr. u. 4. században nyert stratégiai jelentőséget. A század második harmadában ugyanis elkészült az Alföldön élő szarmata lakosság területét északi és keleti irányból határoló sáncrendszer (Csörsz- vagy Ördögároknak is nevezték a népmondákban), amelynek sérthetetlenségét a Római Birodalom garantálta. Dunakeszitől délre érte el ez a sánc a Dunát, ahol a Rómával hol szövetséges, hol ellenséges viszonyban lévő germán kvádok és a velük összetartó szarmaták közötti határvonal húzódott.

## I. Valentinianus császár stratégiai tervei
A római császárnak, I. Valentinianusnak (364–375) nagy tervei voltak a Duna bal partján: az itt kialakított két sánc közé eső területet hadserege ellenőrzése alá kívánta vonni, ezzel választva el egymástól a kvádokat és a szarmatákat. A római védelmi rendszer kiépítési metódusainak megfelelően, egy új területi központi támaszpont kialakítását rendelte el. A Göd-Bócsaújtelepnél felépíteni tervezett, 450 × 300 méter nagyságú, ovális alaprajzú erőd részbeni biztosítását, továbbá a dunai átkelő védelmét a dunakeszi kikötőerőd látta el. A gödi erőd építését azonban a kvádok tiltakozása miatt le kellett állítani. A kvád király, majd a császár halálát is okozta ez az soha be nem fejezett építkezés, és végül Pannonia tartomány elveszítésével járt a Római Birodalom számára.

## A dunakeszi kikötőerőd felépítése
A dunakeszi erőd tehát I. Valentinianus nagyszabású védelmi tervének része volt. Vele szemben, a jobb parton, Horánynál (Szigetmonostor) párja is van a dunakeszi erődnek, így biztosítva a zavartalan folyami átkelést (ma majdnem hajszálpontosan e kettő között közlekedik a komp). A kiserőd feladata az volt, hogy a Gödre tervezett nagyerőd felépítési munkálataihoz, majd a fenntartásához szükséges átkeléseket, kikötéseket biztosítsa, egyúttal pedig a határforgalmat is felügyelje.

## A dunakeszi kikötőerőd képe
Az erőd alaprajza a késő római kikötőerődök sorába illeszthető. Alaprajza téglalap, négy sarkán négy kisebb saroktoronnyal. Központja a Dunától távol eső, hosszabbik falon emelkedő központi torony volt, amely magasabbra épült, mint a négy kisebb torony. A központi torony rövidebb oldalaiból két, ellentétes irányba egy-egy szárnyfal indult, 8-12 méter hosszan; végükön a négyzet alaprajzú saroktornyokkal. A tornyok között belső udvar alakult ki. A Duna felőli hosszabb fal közvetlen a folyó partján állt, első részén kikötő működött.
A dunakeszi erőd alapterülete 50,5 × 43 méter, nyugat felől a Duna, északról egy mély patakmeder, keletről és délről pedig – az ilyen típusú erődöknél tapasztaltak alapján, bár régészeti ásatások még nem igazolták – az erőd árka határolta. A régészetileg teljesen feltárt délkeleti saroktorony alaprajza 5,36 × 5,7 méteres, derékszögű trapéz. A torony fala: 1,3 méter vastagságú. Alapozásától térdmagasságig a fal precízen elkészült és szilárd. E feletti része azonban 40 cm-rel vékonyabb, jóval gyengébb szerkezetű, belső és külső síkján 20-20 cm széles peremmel. A saroktoronyból a Duna felé kiinduló 1,6 m vastag déli fal felmenő része helyenként közel 1,5 m magasságig megmaradt. Ez rendkívül ritka a gyakran teljesen kibányászott hazai római romok sorában. Az északi fal felmenő része is csak 1,3 méter vastag, 30 cm-rel keskenyebb, mint az alapja és a déli fal. 
Valószínű, hogy a kvád király meggyilkolása és az azt követő hadi cselekmények félbeszakították a dunakeszi erőd építését, és a háborút követően megváltozott az építési mód. A falat kövekből, szabálytalanul rakták, helyenként téglasorokkal egyenlítették ki, majd a fugáit mészhabarccsal kikenték. Az alapozási kiugrás követte az egykori partoldal lejtését, így lehetővé vált a római kori part domborzati viszonyainak rekonstruálása. A Dunához lefutó déli fal 28 méter hosszan őrződött meg, amely a leghosszabban megmaradt az ismert kikötőerődök között. A helyreállított falszakasz a Duna sor 28. sz. alatti ház alagsorában és kertjében tekinthető meg.

A központi torony régészeti feltárása nem lehetséges, mivel két lakóház szinte teljesen lefedi a területet. Leírása Rómer Flórisról maradt ránk, aki 1877-ben egynapos ásatást hajtott végre itt. Rómer a felmenő falak külső oldalán fehéres vakolatot látott, a fugákat vörös festéssel emelték ki. A torony padlóját a parti fövenyre fektetett téglákkal alapozták, majd arra habarcspadlót terítettek. A torony többemeletes lehetett, amely a saroktornyoknál legalább egy emelettel magasabbra nyúlt.
„Lefelé haladván a Dunán Dunakeszinél a horányi révnél két szemközt álló erődítéssel találkozunk. A baloldali Dunakeszi fölött 6 lábnyi [kb. 1,89 m] fallal bír, melynek egy részét a Duna lefelé sodrotta. Az építmény hossza 23 öl [kb. 43,6 m], belső világosság 21 öl [kb. 39,8 m], a még fennálló falak csak 1 ölnyiek [kb. 1,89 m]. Mögötte a dombon falak alapjai tűnnek fel és amennyire az árkokból és az azokban talált mész és kavicsból, vastag téglából és kőragaszból ítélni lehet, itt alkalmasint 23 vagy 24 ölnyi váracska állhatott."
A folyó felé is épült fal, amely zárttá tette az erődöt, és a Duna felől biztosította az erősség védelmét. Az erőd kapuja a dunai front közepén kapott helyet, amely egy Dunába nyúló fakonstrukciójú mólóra nyílott. Ide köthették ki azokat a hadihajókat, amelyekkel a helyőrség őrjáratozott. Az erődben szolgálatot teljesítő katonák minimális létszámát ezért egy hadihajó legénységében, 25-30 katonában határozhatjuk meg, de a falak között egy időben 50 főnél aligha tartózkodhattak többen.

## A dunakeszi kikötőerőd hanyatlása
Az I. Valentinianus által megálmodott határvédelmi stratégia ezzel meghiúsult, az erődök pedig pusztulásnak indultak. Így a dunakeszi erőd végzetét nem háború, hanem a birodalom hanyatlása okozta. Tudjuk, hogy pl. a tetőzet beomlását elöregedése okozta, nem tűzvész. Mivel a birodalom hanyatló időszakában nem volt elég katona, ezért a jobb parti határerődöket fel kellett adni.

## A dunakeszi kikötőerőd feltárása
2002-ben egy magánház építése során bukkantak felszínre a kikötőerőd falai. A ház tulajdonosa, Hirschberg Attila vállalta az ezzel járó többletköltségeket, az előkerült falakat és saroktornyot házának alagsorában és kertjében helyreállíttatta és a nagyközönség számára is látogathatóvá tette. A ház (és múzeum) 2004 óta műemléki védelem alatt áll. Megtekinthetők az erőd falait és egy tornyát, illetve egy kiállítást is meg lehet tekinteni, amely az erőd történetét és a területén feltárt régészeti leleteket mutatja be.